# 1469 en santé et médecine
| Années de la santé et de la médecine : 1466 - 1467 - 1468 - 1469 - 1470 - 1471 - 1472    |
| Décennies de la santé et de la médecine : 1430 - 1440 - 1450 - 1460 - 1470 - 1480 - 1490 |

Cet article présente les faits marquants de l'année 1469 en santé et médecine.

## Événements
- Août-octobre : au moyen de bandages et de substances pharmaceutiques livrées par l'apothicaire Pietre de Willemszonne, Jean Bruninc (fl. 1461-1477), diplômé de Louvain, un des premiers chirurgiens issus d'une université, donne ses soins au duc de Bourgogne affligé d'un « clou »[1].
- L'université de Bourges reçoit ses lettres patentes[2] et dispose de quatre « matières » ou facultés : médecine, théologie, arts et droit.
- L'enseignement de la médecine est attesté pour la première fois à l'université de Glasgow (fondée en 1451), lorsqu'un certain Andrew de Garleis y est enregistré comme docteur en médecine[3].
- Construction à Aix, alors capitale de la Provence, d'un petit hôpital consacré à saint Eutrope et voué à l'accueil des hydropiques[4].
- Une des causes des rébellions qui éclatent dans le Yorkshire semblerait être le refus, probablement suscité par les factieux de Warwick, de payer les taxes traditionnellement levées par l'hôpital Saint-Léonard d'York[5].
- Louis de Bourbon, prince-évêque de Liège, érige la maison-mère de la confrérie des Alexiens, située à Aix-la-Chapelle, en couvent de l'ordre de Saint-Augustin[6].

## Publication
- Première édition de l'Histoire naturelle, de Pline (23-79), imprimée à Venise par Jean de Spire[7].

## Naissance
- Février : Jérôme Accoramboni (mort en 1537), médecin italien des papes Léon X, Clément VII et Paul III[8].

## Décès
- 15 juillet : Jean de Neele (né à une date inconnue), maître ès arts et docteur en médecine, professeur de médecine à Louvain, père de Zébart de Neele († 1463), médecin pensionnaire de la ville de Mons[9].
- Roland l'Écrivain (né à une date inconnue), médecin et astrologue d'origine probablement portugaise, au service de Jean de Lancastre puis de Philippe le Bon[10].
- Benedetto Reguardati[11] (né vers 1398), médecin de Sixte IV et de François Sforza, auteur d'un traité sur la peste (De pestilentia) et d'un « régime de santé » (Libellus de conservatione sanitatis) destiné à Astorgio Agnensi, archevêque d'Ancône et de Numana et gouverneur de la Marche d'Ancône[12].